# Signor-Lippseffect

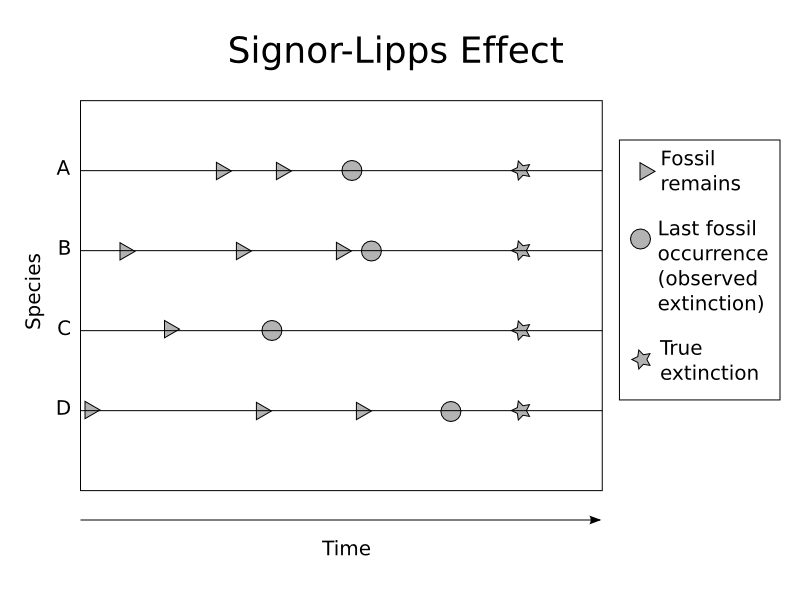
Het Signor-Lippseffect kan fases van uitsterving langer laten lijken dan ze in het echt waren.

Het Signor-Lippseffect is in de paleontologie en evolutiebiologie het principe dat, omdat niet alle individuele organismen bewaard blijven als fossielen, de eerste en laatste individuen uit een taxon niet als fossiel gevonden worden. Dankzij dit effect lijkt een bepaalde fossiele soort altijd eerder te zijn uitgestorven dan in het echt het geval was. Ook lijken massa-extincties langer te duren dan in werkelijkheid het geval was.
Het effect werd geïllustreerd in 1938, toen een coelacant gevangen werd, een soort vis waarvan tot dan toe gedacht werd dat hij in het Laat-Krijt (70 miljoen jaar geleden) uitgestorven was.
Het Signor-Lippseffect veroorzaakt een aantal belangrijke problemen in de paleontologie:
- Het maakt het zeer moeilijk de tijdspanne en snelheid van massa-extincties te bepalen. Dit maakt het moeilijk de oorzaken van massa-extincties te achterhalen. Het uitsterven van de dinosauriërs werd vroeger bijvoorbeeld verondersteld een geleidelijk proces te zijn geweest, maar sinds 1980 is er bewijs gevonden dat het juist een zeer abrupte gebeurtenis was, mogelijk veroorzaakt door een meteorietinslag. Uit de bewaard gebleven fossielen was het onmogelijk dit onderscheid te maken.
- Het maakt het moeilijk te bepalen wanneer een bepaald taxon voor het eerst voorkwam, zodat het moeilijker wordt de fylogenetische stamboom van een bepaald geslacht te bepalen. De veronderstelde verwantschap tussen twee fossiele soorten kan door de vondst van een enkel fossiel van een van de twee dat ouder is dan tot dan toe gevonden op losse schroeven komen te staan.